# David Tennant
David John McDonald, més conegut com a David Tennant, (Bathgate, 18 d'abril de 1971) és un actor escocès de teatre i cinema. La seva carrera teatral és extensa, destacant la seva interpretació de Hamlet, molt aclamada tant pel públic com per la crítica. El seu paper més famós a la televisió ha estat possiblement la desena encarnació del Doctor a la sèrie de televisió Doctor Who.
Sent ja un actor de teatre molt conegut, va aconseguir més fama al Regne Unit amb els seus papers protagonistes a les sèries de televisió Casanova (2005), Doctor Who (2005-2010 i 2013) i Broadchurch (2013 fins avui). En l'escena internacional es va fer més conegut al representar a Barty Crouch Jr a la pel·lícula Harry Potter i el calze de foc.
El desembre de 2005, el diari britànic The Stage el va col·locar en el 6è lloc de la seva llista dels 10 artistes de televisió més influents de l'any al Regne Unit. Entre les seves actuacions destaquen els seus papers a les pel·lícules televisives He Knew He Was Right (2004), Blackpool (2005, comèdia musical), Secret Smile (2005, drama en 2 parts), The Quatermass Experiment (2005, ciència-ficció), la mini-sèrie Casanova (2005), Single Father (2010, drama i comèdia romàntica) i The Escape Artist (2013, thriller de 3 parts), i les sèries Broadchurch (policíaca), Doctor Who (ciència-ficció) i Gracepoint (la versió americana de Broadchurch, del 2014, amb només 10 episodis). També apareix a programes com ara l'especial del Doctor Who del 2007, on surt amb l'actriu Geòrgia Moffett, filla del cinquè doctor a Doctor Who, Peter Davison.
Va començar a actuar al cinema a curt i llargmetratges a partir del 1993, i apareix ja com a protagonista d'una pel·lícula el 1998, a la comèdia romàntica de Mika Kaurismäki, L.A. without a Map. Continua la seva carrera cinemàtica ininterrompudament. Alguns dels seus papers més destacats són Harry Potter i el calze de foc (2005), The Decoy Bride (2011) i What We Did on our Holiday (a Espanya i en castellà, el títol és Nuestro último verano en Escòcia, 2014). També ha contribuït la seva veu a diferents pel·lícules animades, guanyant el premi Daytime Emmy Awards (EUA) el 2012 per la seva intervenció destacada a Star Wars: The Clone Wars.

## Biografia
David McDonald neix a Bathgate l'any 1971. És l'últim fill d'Essdale Helen i d'Alexander McDonald (1937-2016), ministre de l'Església d'Escòcia. Va créixer a Ralston (Renfrewshire) i té un germà, Blair, i una germana, Karen.
Fan de la sèrie britànica Doctor Who, anuncia als seus pares el seu desig de convertir-se en actor a l'edat de tres anys. Estudia a l'escola primària de Ralston, després a la Paisley Grammar School. Durant aquesta època escriu un assaig sobre la seva fascinació per a la sèrie Doctor Who, expressant així el seu desig d'encarnar un dia el famós Doctor.
Fa una audició a la Royal Scottish Academy of Music and Drama de Glasgow als setze anys, esdevenint així un dels més joves actors a ser inscrit. El mateix any, actua en un film anti-tabac produït pel Consell de la salut de Glasgow i difós a la televisió i a les escoles. L'any següent, fa un episodi de Dramarama. Aconsegueix amb 20 anys l'equivalent del batxillerat.
El nom de David McDonald estava ja agafat per un altre actor, comença a actuar sota el pseudònim de David Tennant, en referència a Neil Tennant, el cantant principal dels Pet Shop Boys.
Apareix a diverses peces a partir dels anys 1990, com Tartuf o The Resistible Rise of Arturo Ui, abans de començar l'any 1996 a la Royal Shakespeare Company a As You Like It. N'esdevé soci i un dels principals actors, interpretant entre d'altres Hamlet i Romeo.

### Doctor Who
Després de l'anunci de la sortida de Christopher Eccleston el 30 de març de 2005, la BBC contracta Tennant per encarnar el Doctor Who en la segona temporada de Doctor Who.
Fa la seva primera breu aparició a l'episodi: The Parting of the Ways) en la regeneració del Doctor; apareix igualment al mini-episodi especial de 7 minuts difós amb ocasió del telethon britànic Children in Need, el 18 de novembre de 2005.
Interpreta el Doctor durant les tres temporades següents així com un episodi de The Sarah Jane Adventures Continua amb el personatge en el transcurs dels quatre episodis especials programats l'any 2009 i 2010, abans de ser reemplaçat pel jove actor Matt Smith.
Reprèn el paper del desè Doctor a l'episodi « Especial 50 anys » de la sèrie, The Day of the Doctor, difós a BBC One, France 4 i Ztélé el 23 de novembre de 2013.

### Després de Who
L'any 2011, interpreta Peter Vincent a Fright Night al cinema i Molt soroll per no res al Wyndhams Theatre al costat de Catherine Tate. El setembre de 2012, David Tennant és nomenat al consell d'administració de la Royal Shakespeare Company.
L'abril de 2012, protagonitza el telefilm The Minor Character per a Sky Arts. L'any 2013, apareix a la mini-sèrie en tres parts The Politician's Husband per a BBC Two, al paper de Aiden Hoynes, un ministre ambiciós que pren mesures dràstiques. El mateix any, comparteix cartell amb Olivia Colman a la sèrie d'ITV, Broadchurch. L'octubre de 2013, torna a fer el seu paper a l'adaptació de la Fox, Gracepoint difosa la tardor de 2014. L'any 2015, torna a actuar a la sèrie de ITV, Broadchurch per a una temporada 2 i encarna Killgrave, l'antagonista de la sèrie Jessica Jones.
Al teatre, actua d'octubre de 2013 a gener de 2014 a Richard II de Shakespeare al Royal Shakespeare Theatre de Stratford-upon-Avon, a continuació al Barbican Theatre de Londres. Reprendrà el seu paper el gener de 2016.
També apareix a Bons averanys[1] (títol original, Good Omens),com a dimoni Crowlei, una sèrie de comèdia fantàstica britànica creada i escrita per Neil Gaiman basada en la seva novel·la homònima de 1990 i de Terry Pratchett.

### Vida privada
David Tennant no parla de la seva vida personal, en particular de les seves relacions, a les entrevistes. De 2005 a 2007, ha estat en parella amb Sophia Myles. El gener de 2011, els tabloides han informat del seu compromís amb Georgia Moffett, que va conèixer al rodatge de Doctor Who (episodi La Filla del Metge) i del qual el pare, Peter Davison, és un antic intèrpret del paper principal de la sèrie.
La parella té 4 fills, Tyler McDonald, nascut l'any 2002 i adoptat oficialment per David l'any 2011, Olive McDonald, nascuda l'any 2011, Wildfred McDonald, nascut l'any 2013 i Doris McDonald, nascuda a l'estiu de 2015. El matrimoni es va celebrar el 30 de desembre de 2011.
L'any 2010, ha declarat el seu suport al Primer ministre britànic Gordon Brown, posant la seva veu a un espot electoral del Partit laborista. L'any 2012, introdueix el dirigent laborista Ed Miliband a la Conferència del Partit.

## Filmografia
- 1996: Jude: l'estudiant borratxo
- 1997: Bite: Alastair Galbraith
- 1998: I Love L.A.: Richard
- 1999: Last September: capità Gerald Colthurst
- 2002: Nine 1/2 Minuts: Charlie
- 2003: Bright Young Things de Stephen Fry: Ginger Littlejohn
- 2004: Traffic Warden (curt): el policia
- 2005: Sweetnight Goodheart (curt): Peter
- 2005: Harry Potter i el calze de foc de Mike Newell: Bartemius Croupton Junior
- 2009: St. Trinian's 2: The Legend of Fritton's Gold: Lord Piers Pomfrey
- 2010: 1939: Hector
- 2010: Dragons de Dean DeBlois i Chris Sanders: Spitelout (veu)
- 2011: United: Jimmy Murphy
- 2011: The Decoy Bride: James Aubrey
- 2011: Fright Night de Craig Gillespie: Peter Vincent
- 2012: The Pirates! In any Adventure with Scientists de Peter Lord i Jeff Newitt: Charles Darwin (veu)
- 2012: Ill: M. Peterson
- 2013: Postman Pat: The Movie de Mike Disa (veu)
- 2014: What We Did On Our Holiday d'Andy Hamilton i Guy Jenkin: Doug

## Premis i nominacions

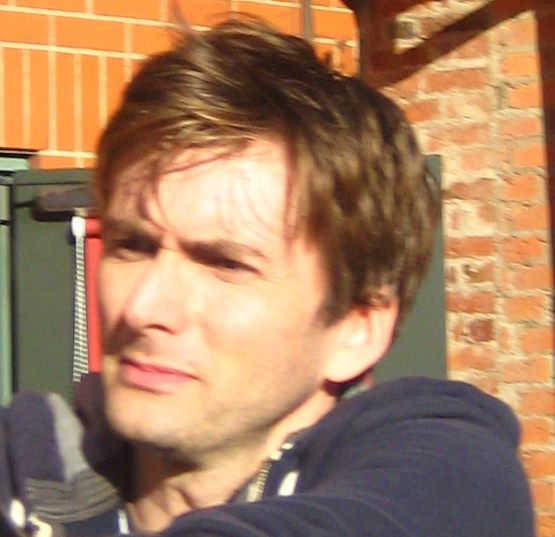
Tennant a Stratford-upon-Avon

### Premis
- National Television Awards 2006: Millor actor per a Doctor Who (2005-2013)
- TV Quick Awards 2006: Millor actor per a Doctor Who (2005-2013)
- TV Quick Awards 2007: Millor actor per a Doctor Who (2005-2013)
- National Television Awards 2007: Millor actor per a Doctor Who (2005-2013)
- BAFTA Cymru 2007: Millor actor per a Doctor Who (2005-2013)
- SFX Awards 2007: Millor actor per a Doctor Who (2005-2013)
- SFX Awards 2008: Millor actor per a Doctor Who (2005-2013)
- National Television Awards 2008: Millor actor per a Doctor Who (2005-2013)
- TV Quick Awards 2008: Millor actor per a Doctor Who (2005-2013)
- National Television Awards 2010: Millor actor per a Doctor Who (2005-2013)
- SFX Awards 2010: Millor actor per a Doctor Who (2005-2013)
- TV Quick Awards 2011: Millor actor per a Single Father
- Daytime Emmy Awards 2013: Millor veu d'un programa d'animació per a Star Wars: Clone Wars
- TV Quick Awards 2013: Millor actor per a Broadchurch[18]
- National Television Awards 2015: Lauréat del Trofeu Special recognition award.

### Nominacions
- Broadcasting Press Guild Awards 2006 :
  - Millor actor per a Doctor Who
  - Millor actor per Somriure en racó
  - Millor actor per a Casanova
- Festival de televisió de Puja-Carlo 2007: Millor actor per a Doctor Who (2005-2013)
- Royal Television Society Awards 2008 :
  - Millor actor per a Doctor Who
  - Millor actor per a Recovery
- Satellite Awards 2008: Millor actor per a Doctor Who (2005-2013)
- Saturn Awards 2009: Millor actor per a Doctor Who (2005-2013)
- Broadcasting Press Guild Awards 2009: 
  - Millor actor per a Doctor Who (2005-2013)
  - Millor actor per a Einstein i Eddington
- Broadcasting Press Guild Awards 2010 :
  - Millor actor per a Doctor Who (2005-2013)
  - Millor actor per a Hamlet (2009)
- BAFTA Scotland 2010: Millor actor per a Doctor Who (2005-2013)
- SFX Awards 2011: Millor actor per a Doctor Who (2005-2013)
- Royal Television Society Awards 2011: Millor actor per a Single Father (2010)
- Festival de televisió de Puja-Carlo 2013: Millor actor per a Broadchurch (2013)